# Skinless
Skinless es una banda estadounidense de brutal death metal formada en el año 1992 en South Glens Falls, Nueva York. La banda en 2011, anunció su separación, pero se reunieron en el 2013.

## Historia
Skinless estaba formado por Ryan Wade Carpenter y Noah en la ciudad de South Lake George, Nueva York. Después de mudarse a las ciudades de Nueva York varias ciudades como Saratoga, parque de Clifton, y Cohoes la banda se estableció en Troy, Nueva York. Skinless es conocida por sus actuaciones siempre intensas, así como por su mezcla de lírica de fin del mundo, el cinismo y la comedia, que a veces satirizan conocidas letras de death metal de bandas como Carcass y Cannibal Corpse y death metal en general. Estos temas líricos se demuestran en canciones como "The Optimist", sobre una sociedad en descomposición humana, y "Tug of War Intestines", que muestra a niños jugando juegos de patio en el colegio con los órganos internos del paciente quirúrgica. Recientemente, la banda ha llevado en ocasiones la "Skinless Girl" al escenario para que sea maltratada y cubierta de sangre falsa, mientras la banda tocaba. Temprano en sus carreras, Skinless entregó largos tubos de espuma a los moshers para golpearse mutuamente mientras la banda tocaba. Estos tubos fueron apodados "Los Registros de la brutalidad". Su álbum de debut 1998, Progression Towards Evil, fue un lanzamiento independiente y ha obtenido grandes elogios por los críticos del metal. En junio de 2010, Skinless tocó en un show reunión con el line-up de los primeros dos álbumes de larga duración. El guitarrista de Noé Carpenter quería a Skinless para continuar en esta formación, pero la banda de "fuego" ya no estaba allí. En abril de 2011, Skinless se separó oficialmente, pero poco después anunció una actuación de despedida en Maryland Deathfest 2011. Todos los miembros continúan como los músicos de otras bandas.
La banda se reformó en el 2013. El 2 de junio de 2015, publicaron su nuevo álbum "Only the Ruthless Remain".

## Miembros

### Miembros actuales
- Sherwood Webber – voz (1994 - 2004; 2010 - 2011; 2013 - presente)
- Dave Matthews – guitarra (2013 - presente)
- Noah Carpenter – guitarra (1992 - 2011; 2013 - presente)
- Joe Keyser – bajo (1997 - 2011; 2013 - presente)
- Bob Beaulac – batería (1997 - 2002; 2003 - 2011; 2013 - presente)

### Miembros antiguos
- Chris Mahar – baterista de tour (2006 - 2009)
- Ryan Wade – coros, batería (1992 - 1996)
- John Longstreth – batería (2003)
- Adam P. Lewis – bajo (1995 - 1997)
- Jason Keyser – voz (2005 - 2009)
- Mike Levy' – voz (1993 - 1994)
- Ted Monsour – bajo, coros (1992 - 1994)
- Jeff Vanloan – bajo (1993)
- Dan Bell – voz (1992) (vocalista original)
- George Torres – batería (2002) (Miscreant EP)
- Martin Oprencak – voz (1994)
- Joe Clark – batería (1996)

## Discografía
- Demo (Skinless) (Demo, 1994)
- Swollen Heaps (Demo, 1995)
- Frozen Dawn (Compilación, 1996)
- Common Ground: Compilación de Upstate NY's Hardest (Split, 1997)
- Progression Towards Evil (1998)
- Maledictive Pigs / Skinless (Split, 2001)
- Foreshadowing Our Demise (2001)
- Miscreant (EP, 2002)
- From Sacrifice to Survival (2003)
- Trample the Weak, Hurdle the Dead (2006)
- Regression Towards Evil: 1994-1998 (2007)
- Only the Ruthless Remain (2015)
- Savagery (2018)